# Selenops sumitrae
Selenops sumitrae là một loài nhện trong họ Selenopidae.
Loài này thuộc chi Selenops. Selenops sumitrae được miêu tả năm 1973 bởi Patel & Patel.